# La Femme qui pleure au chapeau rouge

La Femme qui pleure au chapeau rouge est un téléfilm français réalisé par Jean-Daniel Verhaeghe en 2010 et diffusé pour la première fois le 16 février 2011 sur France 2.

## Argument
Dans les années 1930, Dora Maar est une photographe talentueuse et reconnue, aussi belle qu'intelligente. Un jour aux Deux Magots, elle rencontre le célèbre Pablo Picasso. Très vite, ils entament une relation passionnelle. Mais l'artiste, déjà marié, a une autre maîtresse, Marie-Thérèse, avec laquelle il a une petite fille, Maya. Et il est hors de question pour Picasso de renoncer à l'une de ses femmes...

## Fiche technique
- Réalisation : Jean-Daniel Verhaeghe
- Scénario : Jean-Daniel Verhaeghe et Joëlle Goron
- Producteur délégué : Jean Nainchrik
- Production : Septembre Productions et France 2
- Directeur de la photographie : Marc Falchier
- Composition : Viviane Willaume
- Chef décorateur: Michel Blaise
- Costumière : Bernadette Villard
- Monteur: Dominique Faysse
- Directeur artistique: Pierre Michon
- Scripte: Clémentine Quarante-Bauer
- Durée : 97 min
- Pays :  France
- Genre : Drame
- Année de production : 2010

## Distribution
- Amira Casar : Dora Maar
- Thierry Frémont : Pablo Picasso
- Judith Davis : Nusch Éluard
- Pascal Elso : Paul Éluard
- Stéphanie Gesnel : Marie-Thérèse Walter
- Ariane Ascaride : La mère de Dora
- Isabelle Renauld : Olga Khokhlova
- Alexia Quintin : Françoise Gilot
- Thomas Sanchez : Paulo
- Christiane Conil : la femme à la bague
- Lucile Arche : Louisette
- Thierry Gibault : le directeur de l'hôtel à Royan
- Marco Panzani : le patron de l'hôtel sud
- Pascal Germain : le journaliste à l'exposition
- Stéphanie Reynaud : Pénélope le modèle de Dora Maar

## Récompenses
- Festival de la fiction TV de La Rochelle 2010[1] :
  - Meilleure interprétation masculine pour Thierry Frémont
  - Meilleure interprétation féminine pour Amira Casar